# Carphalea madagascariensis
Carphalea madagascariensis är en måreväxtart som beskrevs av Jean-Baptiste de Lamarck. Carphalea madagascariensis ingår i släktet Carphalea och familjen måreväxter. Inga underarter finns listade i Catalogue of Life.